# 三条 (一宮市)
三条（さんじょう）は、愛知県一宮市の地名。

## 地理

### 河川・池沼
- 野府川
- 日光川

### 交通
- 岐阜県道・愛知県道18号大垣一宮線
- 愛知県道145号冨田一宮線
- 愛知県道148号萩原三条北方線

### 施設
- 尾西公園

1982年（昭和57年）設置。
- 一宮市立三条小学校
- 一宮市立尾西第一中学校
- 御裳神社

### 字一覧
- 芦山 （アシヤマ）[WEB 6]
- 今泉 （イマイズミ）[WEB 6]
- ヱグロ （エグロ）[WEB 6]
- 江向 （エムカエ）[WEB 6]
- 大平 （オオヒラ）[WEB 6]
- 下り戸 （オリト）[WEB 6]
- 苅 （カリ）[WEB 6]
- 賀 （ガ）[WEB 6]
- 北平 （キタヒラ）[WEB 6]
- 小辰己 （コタツミ）[WEB 6]
- 郷内西 （ゴウウチニシ）[WEB 6]
- 郷西 （ゴウニシ）[WEB 6]
- 郷東藤 （ゴウヒガシフジ）[WEB 6]
- 郷南西 （ゴウミナミニシ）[WEB 6]
- 郷南東 （ゴウミナミヒガシ）[WEB 6]
- 四反田 （シタンダ）[WEB 6]
- 新 （シン）[WEB 6]
- 新田畑 （シンデンバタ）[WEB 6]
- 高三味 （タカサンミ）[WEB 6]
- 田畑 （タバタ）[WEB 6]
- 天神西 （テンジンニシ）[WEB 6]
- 田 （デン）[WEB 6]
- 通 （トオリ）[WEB 6]
- 酉新田 （トリシンデン）[WEB 6]
- 中 （ナカ）[WEB 6]
- 西蛭子 （ニシエビス）[WEB 6]
- 野間 （ノマ）[WEB 6]
- 墓北 （ハカキタ）[WEB 6]
- 古川 （フルカワ）[WEB 6]
- 道東 （ミチヒガシ）[WEB 6]
- 見取東 （ミトリヒガシ）[WEB 6]
- 宮西 （ミヤニシ）[WEB 6]
- 屋敷 （ヤシキ）[WEB 6]
- 安 （ヤス）[WEB 6]
- 山 （ヤマ）[WEB 6]

## 歴史

### 地名の由来
苅安賀新田・宮新田・板倉の三か村の合併により、成立したことによる。旧村が東西に細長い村であったことによるという。苅安賀新田は近在の苅安賀村の人による開拓地であることに由来するという説がある。宮新田は神社の神田があったことによるという説と、水尾（みお）新田の転訛という説がある。

### 沿革
- 1889年（明治22年） - 苅安賀新田・宮新田・板倉が合併し、中島郡三条村が成立[1]。当時はそれぞれが大字として存置[1]。
- 1906年（明治39年） - 合併に伴い、中島郡三条村大字苅安賀新田・宮新田・板倉は合同し、起町大字三条となる[1]。
- 1955年（昭和30年） - 尾西市大字三条となる[1]。
- 1985年（昭和60年） - 一部が籠屋に編入される[1]。
- 2005年（平成17年）4月1日 - 尾西市三条が一宮市三条となる[WEB 7]。

### 人口の変遷
国勢調査による人口および世帯数の推移。
| 1995年（平成7年）  | 2250世帯 7089人 |  |
| 2000年（平成12年） | 2467世帯 7522人 |  |
| 2005年（平成17年） | 2715世帯 7948人 |  |
| 2010年（平成22年） | 2901世帯 8098人 |  |
| 2015年（平成27年） | 3062世帯 8299人 |  |
| 2020年（令和2年）  | 3415世帯 8686人 |  |

### WEB
1. ↑  “愛知県一宮市の町丁・字一覧”.   人口統計ラボ. 2024年4月20日閲覧。
2. 1 2  総務省統計局 (2022年2月10日). “令和2年国勢調査の調査結果(e-Stat) - 男女別人口，外国人人口及び世帯数－町丁・字等” (CSV). 2023年8月2日閲覧。
3. ↑  “読み仮名データの促音・拗音を小書きで表記するもの(zip形式) 愛知県” (zip).   日本郵便 (2024年2月29日). 2024年3月26日閲覧。
4. ↑  “市外局番の一覧” (PDF).   総務省 (2022年3月1日). 2022年3月22日閲覧。
5. ↑  “ナンバープレートについて”.   一般社団法人愛知県自動車会議所. 2024年1月21日閲覧。
6. 1 2 3 4 5 6 7 8 9 10 11 12 13 14 15 16 17 18 19 20 21 22 23 24 25 26 27 28 29 30 31 32 33 34 35  “愛知県一宮市三条の住所一覧”.   ゼンリン. 2024年4月20日閲覧。
7. ↑  “愛知県一宮市の郵便番号一覧”.   日本郵便. 2024年4月20日閲覧。
8. ↑  総務省統計局 (2014年3月28日). “平成7年国勢調査の調査結果(e-Stat) - 男女別人口及び世帯数 －町丁・字等” (CSV). 2021年7月20日閲覧。
9. ↑  総務省統計局 (2014年5月30日). “平成12年国勢調査の調査結果(e-Stat) - 男女別人口及び世帯数 －町丁・字等” (CSV). 2021年7月20日閲覧。
10. ↑  総務省統計局 (2014年6月27日). “平成17年国勢調査の調査結果(e-Stat) - 男女別人口及び世帯数 －町丁・字等” (CSV). 2021年7月21日閲覧。
11. ↑  総務省統計局 (2012年1月20日). “平成22年国勢調査の調査結果(e-Stat) - 男女別人口及び世帯数 －町丁・字等” (CSV). 2021年7月21日閲覧。
12. ↑  総務省統計局 (2017年1月27日). “平成27年国勢調査の調査結果(e-Stat) - 男女別人口及び世帯数 －町丁・字等” (CSV). 2021年7月21日閲覧。

### 書籍
1. 1 2 3 4 5 6 7 8  「角川日本地名大辞典」編纂委員会 1989, p. 620.
2. ↑  「角川日本地名大辞典」編纂委員会 1989, p. 445.
3. ↑  「角川日本地名大辞典」編纂委員会 1989, p. 1303.